# Покајање
Покајање је испитивање савести и осећање кајања или жаљења због почињених грешака из прошлости, што је праћено посвећеношћу и стварним поступцима који показују и доказују промену на боље. Циљ покајања је исправљање греховног живота и творење добрих дела. У покајању, као и у свакој другој ствари, постоје специфични одређени моменти.

### Појам покајања
У модерним временима, то се генерално посматра као укључивање посвећености личним променама и одлучности да се живи одговорнијим и хуманијим животом. Другим речима, сажаљење због нечијег дела. Такође може укључивати тугу због одређеног греха или низ грехова због којих појединац осећа кривицу, или убеђење које је учинио. Покајање игра важну улогу у сотериолошким доктринама јудаизма, хришћанства и ислама. Сличне праксе су пронађене и у другим светским религијама. У религиозном контексту, то често укључује чин исповедања Богу или духовном старешини (као што је монах или свештеник). Ово признање може укључивати признање кривице, обећање или намјера да се прекршај не понови, покушај да се надокнади зло или да се на неки начин пониште штетни учинци кривичног дела гдје је то могуће.
Шта год радили, хтели то или не, сносићемо последице за своја дела. Стога бесмислено је желети некога спашавати, али исто тако и светити се некоме за лоше учињено. Чак и да некога ослободите све одговорности, не можете га ослободити у потпуности, док то сам не учини и док сам кроз покајање или свест о себи не уради оно што треба. ⁣Разлог је једноставан: оно како се осећаш изнутра и ко јеси, колико поштујеш своје принципе, преносиш и на друге, али то се посредно враћа и теби самом.
У библијском и хебрејском језику, идеју покајања описују два глагола: שוב схув (вратити) и נחם ницхам (осјећати жалост).

## Аврамске религије
Доктрина покајања како се учи у Библији позив је особама да радикално пређу с једног начина живота на други. Покајање (метаноја) које се тражи у целој Библији је позив на личну, апсолутну и крајњу безусловну предају Богу као суверену. Иако укључује тугу и жаљење, то је више од тога. То је позив на преобраћање из љубави према себи, самопоуздања и самопотврђивања у послушно поверење и посвећеност себи да сада живимо за Бога и његове намере. То је промјена мишљења која укључује свјесно одвраћање од погрешних радњи, ставова и мисли који су у супротности са божанским начином живота и библијским заповиједима, те намјерно окретање према ономе што Библија каже да је угодно Богу. Покајући се, човек потпуно мења смер (окретање за 180 °) према Богу. Речи „покајте се“, „покајте се“ и „покајте се“ се у Библији спомињу преко 100 пута.
Покајање обично захтева признање кривице за чињење грешке или пропуштање да се учини исправна ствар; обећање или одлучност да се прекршај неће поновити; покушај да се надокнади зло, или на неки начин да се пониште штетни ефекти погрешке или пропуста, где је то могуће.

### Јудаизам
Књига пророка Језекиља (14: 6) каже: „Овако говори Господ Бог: Покајте се и одвратите се од својих идола; и одвратите своја лица од свих својих гадости." Рабинска јеврејска књижевност садржи опсежне расправе на тему покајања. Многи рабински извори наводе да је покајање од највеће важности за постојање овог света, тако да је то била једна од седам одредби које је Бог донео пре Стварања. „Свети, благословено име његово, рече Илији: „Ево драгоценог дара који сам дао свом свету: иако човек греши изнова и изнова, али се враћа покајнички, ја ћу га примити“. „Велико је покајање: оно доноси исцељење свету"; „сеже до престола Господњег“; „доноси искупљење“; (Исаија 59:20) „продужава човеков живот“; (Језекиљ 18:21) Талмуд Јома 86а). „Покајање и дела милосрђа су човекови заступници пред Божјим престолом". Искрено покајање еквивалентно је обнови Храма, обнови олтара и приношењу свих жртава.

### Хришћанство
Суштински догађај у покајању представља преокрет воље, одвраћање од греха и окретање Богу. Ово је и најболније место човековог живота. Човек који се навикао на зло, сада треба да, такорећи, разруши себе. Једна од кључних описа покајања у Новом завјету је прича о блудном сину која се може наћи у Јеванђеље по Луки.
Данашњи свет жуди за примерима покајања. Људи су склони да сами формирају своје етичке системе, који су углавном егоцентрични и на основу којих свако улази у сукобе са другима. Међу свим етичким системима Свето писмо је пут и водич у несметаном кретању ка Господу. Како видимо у Светом писму, Бог већ одмах након прародитељског греха нуди могућност човеку да се врати у однос љубави са њим. Било је потребно рођење Новог Адама који ће људском роду отворити врата покајања и дати му благодатне силе за успостављање тог односа. За разлику од првог човека, Нови Адам, Господ Исус Христос одолео је ђаволовим искушењима, а иста могућност дата је сваком човеку силама које може задобити живећи у Христу. Сви људи на земљи позвани су да буду деца Божја, истакао је Стефан Ранчић. Он је подвукао неколико примера из историје изабраног народа из Светог писма Старог завета, од којих је детаљније протумачио пример пророка Јоне и покајање житеља града Ниневије, као и пример цара Давида, псалмописца и великог учитеља покајања. Свето писмо Новог завета почиње позивом светог Јована Крститеља, у којем се види да покајање значи став човека, решеност да човек исправи свој живот и да се врати на Божји пут. У проповеди светог Јована Крститеља отворена су и свевременски важна питања о томе како да се кају они људи који су свесни својих снага и потребе да очувају ауторитет свог положаја. Ранчић је навео и пример највећег међу апостолима као новозаветну парагигму покајања, на које је Бог одговорио враћањем Петра у достојанство апостола, као и три најсликовитије новозаветне приче о покајању: причу о изгубљеној овци, о изгубљеној драхми и о Очевом милосрђу.

### Ислам
Тевба је исламски концепт покајања Богу због чињења било каквих гријеха и недјела. То је директна ствар између човека и Бога, тако да нема посредовања. У исламу нема изворног гријеха. То је чин напуштања онога што је Бог забранио и враћања на оно што је наредио. Реч означава чин покајања за своја дела, искупљење за та дела и снажну одлучност да се та грешка напусте (кајање, разрешење и покајање). Ако неко греши против друге особе, потребна је реституција.